# Trouser Press
Trouser Press è stata una rivista musicale statunitense.

## Storia
Trouser Press nacque a New York come fanzine nel 1974 e prendeva originariamente il nome di Transoceanic Trouser Press. Durante i primi anni di attività, quando vendeva i suoi volumi fuori dalle sedi dei concerti, la pubblicazione si specializzò nei gruppi rock britannici degli anni sessanta e settanta. Nel 1977 Trouser Press divenne una vera e propria rivista. Dal 1984 iniziò a occuparsi di attuali gruppi punk e new wave. Al suo apogeo, Trouser Press giunse a pubblicare 60.000 copie dei suoi rotocalchi. Dopo aver pubblicato il novantaseiesimo volume nel 1984, Trouser Press chiuse i battenti.
Trouser Press pubblicherà cinque guide musicali (The Trouser Press Guide to New Wave Records), anche contenute in Trouserpress.com, sito web inaugurato nel 1997.